# Volta a Tarragona
La Volta a Tarragona és la prova ciclista per etapes més antiga que es corre a l'Estat espanyol. És alhora la tercera cursa per etapes més antiga del món, solament superada pel Tour de França i per la Volta a Bèlgica. Tot i que històricament alguna etapa ha sortit dels límits provincials, generalment tots els quilòmetres se solen recórrer dintre de la província de Tarragona.
En l'última edició disputada el 2010 el guanyador fou el jove francès Aurelien Ribet. De fet, aquesta va ser l'última edició disputada, ja que al maig del 2011 es va anunciar que a causa de les dificultats econòmiques no es podria continuar.

## Història
L'afició al ciclisme arribà a Tarragona de la mà del jove suís William Tarin, originari de Lausana. Aquest aficionat a l'esport s'instal·là a Tarragona el 1889, just quan comptava amb vint anys. Ell fou el màxim impulsor de l'organització de la primera competició ciclista per etapes de Catalunya i de l'Estat espanyol.
La primera edició, la qual s'anomenà Campionat de Catalunya i estava patrocinada per l'Hotel Continental de Tarragona tingué lloc l'any 1908. El guanyador fou el francès Paul Mazan, germà del dues vegades campió del Tour de França, Lucien Petit-Breton. Aquella primera edició va constar de quatre etapes disputades en tres dies; el 6, 7 i 8 de desembre. Comptà amb la participació de 31 ciclistes, entre ells l'organitzador William Tarin, el recorregut tenia un total de 310 km amb les següents etapes: 
- 1a etapa Tarragona-Reus (80 km)
- 2a etapa Reus-Móra la Nova (50 km)
- 3a etapa Móra la Nova-Tortosa (66 km)
- 4a etapa Tortosa-Tarragona (114 km)

La segona edició no es va disputar fins onze anys més tard, el 1919. Es va disputar el 22, 23 i 24 de juny d'aquell any, rebé el nom de Copa Justícia i Pàtria fent referència al final de la I Guerra Mundial. Aquesta va ser una edició que va tornar a ser controlada pels representants francesos, José Pelletier que l'any següent guanyaria la Volta a Catalunya en va ser el primer classificat, a més a més s'emportà dues de les quatre etapes. Els 374 km d'aquella edició es van repartir amb les següents etapes:
- 1a etapa Tarragona-Vilafranca del Penedès (73 km)
- 2a etapa Santa Margarida i els Monjos-Reus (78 km)
- 3a etapa Reus-Amposta (143 km)
- 4a etapa Amposta-Tarragona (80 km)

La tercera edició fou el 1948, trenta-un anys després de la segona, fet que demostra l'extremada complexitat en l'organització d'una prova d'aquestes característiques. Les etapes d'aquella edició que acabà guanyant Bernat Capó van ser:
- 1a etapa Amposta-Flix
- 2a etapa Flix-Reus
- 3a etapa Reus-Valls
- 4a etapa Valls-Amposta

## Palmarès
| Any       | Vencedor              | Segon                  | Tercer                     |
| --------- | --------------------- | ---------------------- | -------------------------- |
| 1908      | Paul Mazan            | Johann Hohe            | Henri-André Carrère        |
| 1909-1918 | No es disputà         | No es disputà          | No es disputà              |
| 1919      | José Pelletier        | Ali Neffati            | Guillermo Antón            |
| 1920-1947 | No es disputà         | No es disputà          | No es disputà              |
| 1948      | Bernat Capó           | Josep Serra            | Manel Costa                |
| 1949-1953 | No es disputà         | No es disputà          | No es disputà              |
| 1954      | Bernardo Ruiz         | Francesc Massip        | Francesc Alomar            |
| 1955-1963 | No es disputà         | No es disputà          | No es disputà              |
| 1964      |                       |                        |                            |
| 1965      |                       |                        |                            |
| 1966      |                       |                        |                            |
| 1967      |                       |                        |                            |
| 1968      |                       |                        |                            |
| 1969      | José Manuel Fuente    |                        |                            |
| 1970      |                       |                        |                            |
| 1971      |                       |                        |                            |
| 1972      |                       |                        |                            |
| 1973      |                       |                        |                            |
| 1974      |                       |                        |                            |
| 1975      |                       |                        |                            |
| 1976      |                       |                        |                            |
| 1977      |                       |                        |                            |
| 1978      |                       |                        |                            |
| 1979      | Jesús Guzmán Delgado  | Josep Lluís Laguía     |                            |
| 1980      | Pedro Delgado         |                        | Pierre Le Bigaut           |
| 1981      | Josep Recio           |                        |                            |
| 1982      |                       |                        |                            |
| 1983      | Xavier Castellar      | Pello Ruiz Cabestany   | Antoni Girabent Montoya    |
| 1984      | Loïc Le Flohic        |                        |                            |
| 1985      |                       |                        | Josep Pedrero Serrano      |
| 1986      |                       |                        |                            |
| 1987      |                       |                        |                            |
| 1988      | Philippe Dalibard     | Pierre-Henri Menthéour | José Mario Genesca         |
| 1989      | Antonio Sánchez       | Ramón Antonio Rota     | Fernando Pinero            |
| 1990      |                       |                        |                            |
| 1991      |                       |                        |                            |
| 1992      |                       |                        |                            |
| 1993      |                       |                        |                            |
| 1994      | Nicolai Koudriavtchev | Serguei Ivanov         | Josep Jacob Viladoms       |
| 1995      | Serguei Ivanov        | Dimitri Perfimòvitx    | Philippe Le Peurien        |
| 1996      | Serguei Gritchenko    | Manuel Rodríguez       | Edouard Gritsoun           |
| 1997      | Edouard Gritsoun      | Martin Van Steen       | Marc Prat                  |
| 1998      | Denís Ménxov          | Eloy Coca              | Carles Torrent             |
| 1999      | Wim Van Den Meulenhof | Gonzalo Bayarri        | Tomàs Valls                |
| 2000      | Rafael Fernandez      | Faat Zakirov           | Xavier Tondo               |
| 2001      | Alexander Rotar       | Rafael Vilá            | Vicente Elvira             |
| 2002      | Héctor Guerra         | José Alfredo Medina    | Javier Ramírez Abeja       |
| 2003      | Fernando Serrano      | Miquel Alandete        | Sergi Escobar              |
| 2004      | Joaquín Jorge Soler   | Didac Cuadros          | Antonio López              |
| 2005      | Paulo Vargas          | Isidro Cerrato         | Óscar Vicente Garau        |
| 2006      | Juan Carlos Cariñena  | Alberto Fernández      | John Devine                |
| 2007      | John Devine           | Luis Ángel Maté        | Francisco José Villalgordo |
| 2008      | Sergi Escobar         | Javier Ramírez Abeja   | Raúl García de Mateos      |
| 2009      | Colin Menc            | Arkimedes Arguelyes    | Jonathan Brunel            |
| 2010      | Aurelien Ribet        | Andrew Talansky        | Thomas Lebas               |